# 安寧藥丸手冊
《安寧藥丸手冊》（英語：The Peaceful Pill Handbook）是一本講述著有關輔助自殺和自願安樂死資訊的書。初版發行於2006年，由菲利普·尼特舍克以及費歐娜·史都華所著。2008年時發行了數位版本（The Peaceful Pill eHandbook，PPeH），裡面還附有輔助自殺和自願安樂死及其相關問題的影片，數位版的手冊每年都會更新六次。
2011年時該書發行了德語版本（Die Friedliche Pille）。2015年六月發行了法語版本（La Pilule Paisible）。

## 内容
本书主要面向老人、身患严重疾病的人，以及其家人和朋友。也是公共卫生和老年护理工作人员的指南。
本书根据可靠性和安详程度对十多种安乐死方式进行了评级。其中涉及的方式包括：使用气体（如氮气、氦气）、一氧化碳、无机物（如氰化钾）、亚硝酸钠、多种药物的混合服用、前处方药巴比妥等等。并详细介绍了通过合法途径获得和管理药物，以及药物储存、有效期等问题。
该书认为戊巴比妥是最理想的安乐死药物，由于难于入手还附有详细的自行化学合成步骤。

## 评级（部分）
| 方式     | 可靠性 | 安详度 | 可用性 | 事前准备 | 致死速度 | 安全性 | 可储存性 | 合法性 | 综合得分 |
| -------- | ------ | ------ | ------ | -------- | -------- | ------ | -------- | ------ | -------- |
| 氮气     | 8      | 7      | 7      | 2        | 10       | 10     | 10       | 10     | 80%      |
| 一氧化碳 | 9      | 8      | 6      | 4        | 10       | 2      | 8        | 10     | 68%      |
| 氰化钠   | 10     | 5      | 2      | 8        | 10       | 4      | 8        | 2      | 60%      |
| 亚硝酸钠 | 7      | 7      | 9      | 10       | 6        | 10     | 8        | 10     | 78%      |
| 戊巴比妥 | 10     | 10     | 4      | 10       | 8        | 10     | 8        | 0      | 76%      |

## 反应
本书虽然在新西兰和澳大利亚被禁，但可以在亚马逊和官方网站上购买。

#### 澳大利亚
虽然本书一开始在澳大利亚被评为18+级，但之后在澳大利亚司法部长的上诉中被推翻。2007年，分级委员会拒绝对本书进行评级。2009年，澳大利亚政府将该书的网站纳入互联网过滤计划。

#### 新西兰
2008年，社区标准促进协会以本书为争议图书为由而拒绝了出版。之后本书以修改版的形式重新提交出版并通过了审查，但只被允许出售给18岁以上人士。